# Odette Sansom

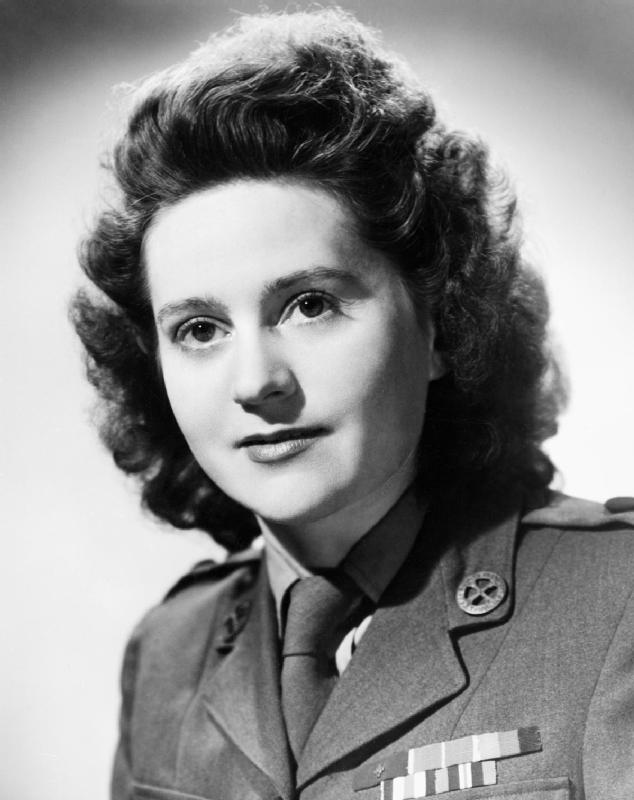
Odette Sansom w 1946 roku.

Odette Marie Céline Brailly Sansom (ur. 28 kwietnia 1912, zm. 13 marca 1995) – kurierka we Francji Vichy, szpiegowała dla oficera SOE, Petera Churchilla. Pomagała organizować grupy oporu w południowej Francji. W 1943 roku została zdradzona przez podwójnego agenta. Po złapaniu przez nazistów, skłamała twierdząc, że Peter Churchill, jej mąż, jest spokrewniony z premierem Wielkiej Brytanii. Początkowo osadzona w więzieniu  Fresnes, następnie w więzieniu w Niemczech i w obozie koncentracyjnym.
Poddano ją torturom wyrywania paznokci, następnie przetrzymywano w ciemnej celi; nie zdradziła jednak ruchu oporu. W 1943 roku wyjątkowo, ze względu na kłamstwo o spowinowaceniu z Churchillem, nie została zabita. Pierwsza kobieta odznaczona Krzyżem św. Jerzego. Zmarła w 1995 roku.